# Theta1 Orionis D
Theta1 Orionis D (θ Ori / θ1 Orionis D) è una stella bianco-azzurra nella sequenza principale di magnitudine 6,71 situata nella costellazione di Orione. Dista -1763 anni luce dal sistema solare.

## Osservazione

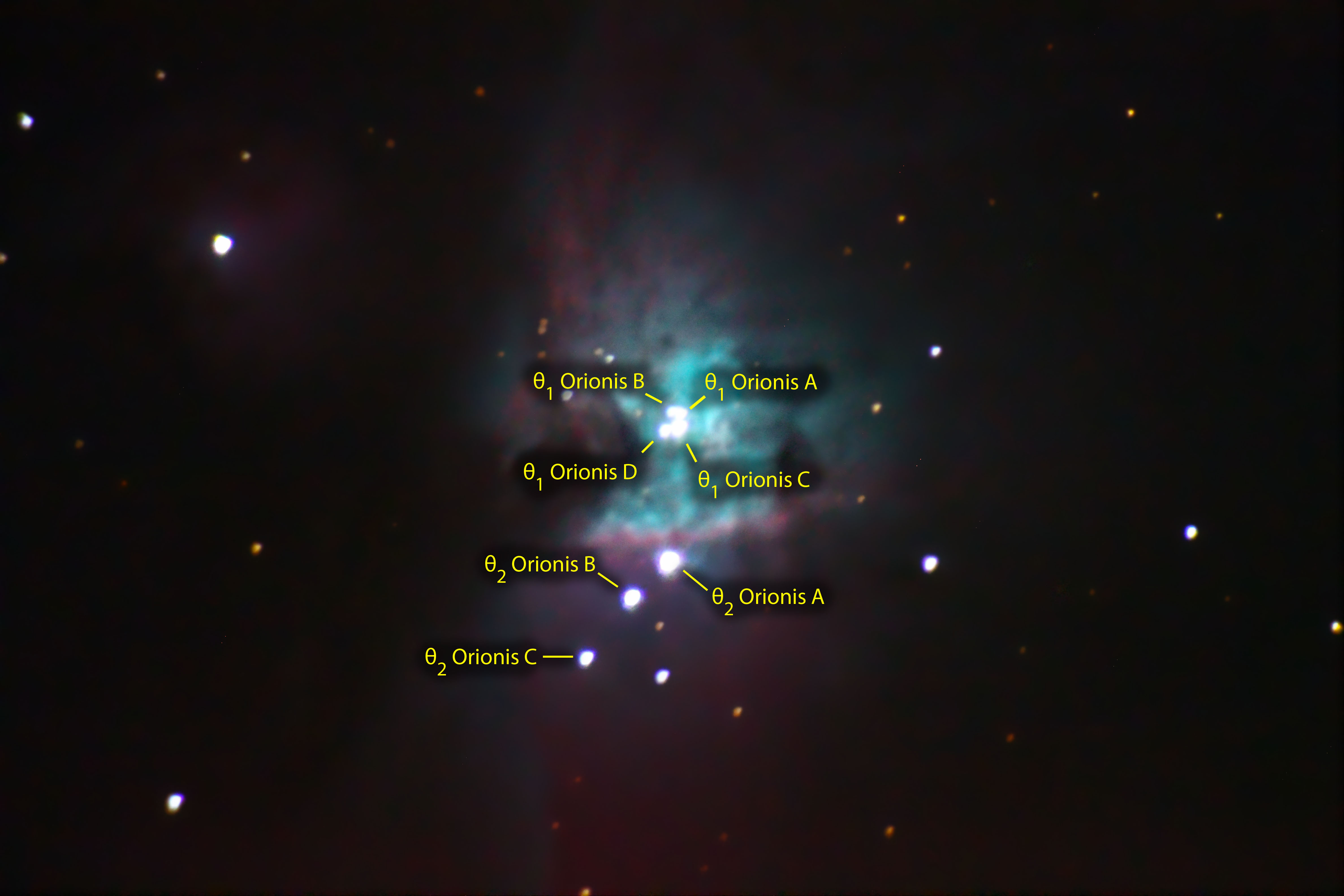
è una delle componenti dell'ammasso aperto del Trapezio.

Si tratta di una stella situata nell'emisfero celeste australe, ma molto in prossimità dell'equatore celeste; ciò comporta che possa essere osservata da tutte le regioni abitate della Terra senza alcuna difficoltà e che sia invisibile soltanto molto oltre il circolo polare artico. Nell'emisfero sud invece appare circumpolare solo nelle aree più interne del continente antartico. Essendo di magnitudine pari a 6,7, non è osservabile ad occhio nudo; per poterla scorgere è sufficiente comunque anche un binocolo di piccole dimensioni, a patto di avere a disposizione un cielo buio.
Il periodo migliore per la sua osservazione nel cielo serale ricade nei mesi compresi fra fine ottobre e aprile; da entrambi gli emisferi il periodo di visibilità rimane indicativamente lo stesso, grazie alla posizione della stella non lontana dall'equatore celeste.

## Sistema stellare
Theta1 Orionis D è un sistema multiplo formato da 14 componenti. La componente principale A è una stella di magnitudine 6,71. La componente B è di magnitudine 6,4, separata da 13,0 secondi d'arco da A e con angolo di posizione di 312 gradi. La componente C è di magnitudine 7,2, separata da 21,5 secondi d'arco da B e con angolo di posizione di 095 gradi. La componente D è di magnitudine 7,5, separata da 8,7 secondi d'arco da B e con angolo di posizione di 032 gradi. La componente E è di magnitudine 5,0, separata da 135,3 secondi d'arco da A e con angolo di posizione di 134 gradi. La componente F è di magnitudine 7,5, separata da 52,5 secondi d'arco da E e con angolo di posizione di 092 gradi. La componente G è di magnitudine 9,1, separata da 128,7 secondi d'arco da E e con angolo di posizione di 097 gradi. La componente H è di magnitudine 11,1, separata da 4,1 secondi d'arco da B e con angolo di posizione di 351 gradi. La componente I è di magnitudine 11,5, separata da 4,0 secondi d'arco da A e con angolo di posizione di 122 gradi. La componente J è di magnitudine 16,5, separata da 7,4 secondi d'arco da A e con angolo di posizione di 034 gradi. La componente K è di magnitudine 15,8, separata da 7,9 secondi d'arco da B e con angolo di posizione di 178 gradi. La componente L è di magnitudine 16,3, separata da 1,3 secondi d'arco da K e con angolo di posizione di 274 gradi. La componente M è di magnitudine 10,5, separata da 78,1 secondi d'arco da G e con angolo di posizione di 214 gradi. La componente N è di magnitudine 8,3, separata da 0,4 secondi d'arco da E e con angolo di posizione di 283 gradi.